# Pseudochalcothea nishikawai
Pseudochalcothea nishikawai är en skalbaggsart som beskrevs av Sakai 1993. Pseudochalcothea nishikawai ingår i släktet Pseudochalcothea och familjen Cetoniidae. Inga underarter finns listade i Catalogue of Life.